# 正定天主堂惨案
正定天主堂惨案（Zhengding Missionary Murder）是1937年10月9日发生在中国河北省正定县的一起严重事件，9名外籍天主教神职人员遭到侵华日军绑架和杀害。

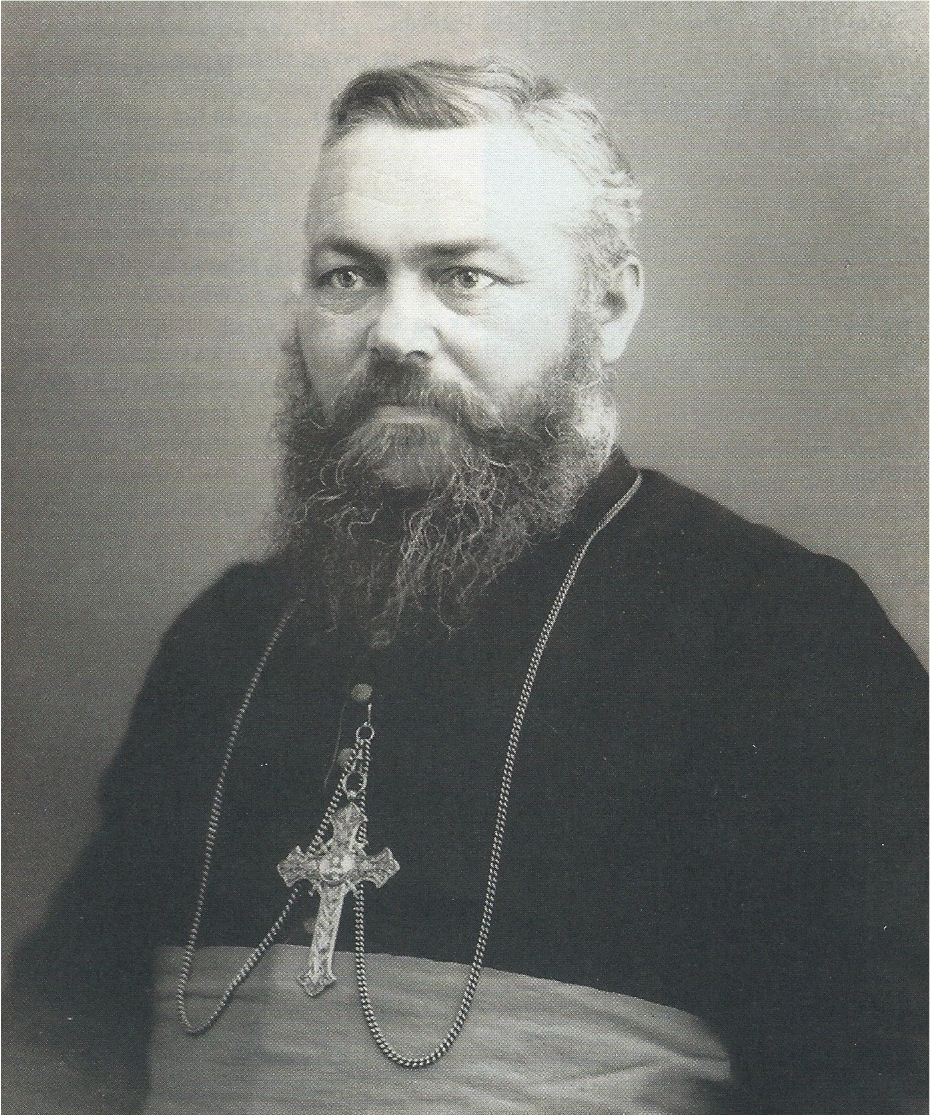
文致和主教

## 历史
抗日战争全面爆发初期，1937年10月8日，日本军华北方面军第一军（军长为香月清司）的第十四师团主力（师团长土肥原贤二）和第六师团（师团长谷寿夫）的一部，占领正定城。在正定城内及近郊村庄杀害无辜平民1506人。当时，多达5000名当地居民，前往正定主教座堂，寻求天主教正定教区荷兰籍主教文致和（Frans Schraven）的庇护。在主教府西院仁爱会修女院避难的有2000多名妇女，她们担心有被士兵带走充当慰安妇的危险。
10月9日，日军闯进正定主教座堂。主教拒绝了日本军队索要妇女的要求，于是9名外籍神职人员在当晚遭到绑架，日军士兵勒令用300名青年妇女来赎人，遭到主教严词拒绝：“我是主教，就是死也决不能答应你们”。当晚，九人据报道在距离正定主教座堂300米处的天宁寺凌霄塔南侧被活活烧死。九人中除了文致和主教，还有魏之纲神父（Gerard Wouters，28岁，荷兰，小修院教授）、艾德偲辅理修士（Antoon Geerts，62岁，荷兰，艺术家）、柴慎成神父（Thomas Ceska，65岁，奥地利籍克罗地亚裔，副会长）、夏露贤神父（Lucien Charny，55岁，法国，会长）、贝德良神父（Eugène-Antoine Bertrand，32岁，法国，帐房）、霍尼玛修士（又译为罗弼雅，Emanuel Robial，法国熙笃会修士，60岁), 白来福修士（Wladislaw，Vadislas Prinz，28岁，波兰，属于天主教顺德教区），以及从北平来修理管风琴的毕司固先生（Anton Biskupits，斯洛伐克）。

## 纪念
正定主教座堂正立面左右各建有一座碑亭，石碑上刻有“善牧为羊舍命”字样，以及正定天主堂惨案中各位殉教者的姓名。虽然正定主教座堂建筑在后来的诸多变迁中已经遭到重大改建，原有哥特式风格的高大钟楼早已拆除，华丽的正立面也严重受损，但是两座碑亭仍然保存了下来。
鉴于主教和神父们的英勇行为，文致和主教已被提请宣福和列圣，作为性虐待受害者的主保圣人。